# Kater Lampe (film 1936)
Kater Lampe è un film del 1936 diretto da Veit Harlan.

## Produzione
Il film fu prodotto dalla R. N.-Filmproduktion GmbH, Robert Neppach (Berlin). Venne girato dal 28 novembre 1935 al gennaio 1936 in Sassonia, a Erzgebirge.

## Distribuzione
Distribuito dalla Rota-Film Verleih AG, uscì nelle sale cinematografiche tedesche dopo una prima tenuta il 19 febbraio 1936 al Capitol di Dresda. In Austria - dove era distribuito dalla Hugo Engel-Filmgesellschaft - prese il titolo Der Holzschnitzer vom Erzgebirge. Uscì anche negli Stati Uniti, attraverso il canale distributivo Casino Film Exchange, il 22 aprile 1938.